# Fistulografia
Fistulografia – badanie radiologiczne wykonywane na oddziałach zabiegowych. Polega ono na uwidocznieniu za pomocą środka cieniującego (np. 60% Uropolinum) nieprawidłowo powstałych przestrzeni, takich jak ropień czy przetoka. W tym celu jałowy cewnik wprowadza się przez zewnętrzny otwór (skórny) do badanej przestrzeni. Następnie podaje się środek cieniujący. W celu lepszego uwidocznienia, zdjęcia wykonuje się w różnych ułożeniach chorego. Do tego badania (podobnie jak do innych badań wymagających użycia kontrastu) chory powinien być na czczo.

Przeczytaj ostrzeżenie dotyczące informacji medycznych i pokrewnych zamieszczonych w Wikipedii.